# Tacheng (sockenhuvudort i Kina, Jiangxi Sheng, lat 28,51, long 116,09)
Tacheng är en sockenhuvudort i Kina. Den ligger i provinsen Jiangxi, i den sydöstra delen av landet, omkring 28 kilometer sydost om provinshuvudstaden Nanchang. Antalet invånare är 23 520. Befolkningen består av 11 427 kvinnor och 12 093 män. Barn under 15 år utgör 21,0 %, vuxna 15-64 år 65 %, och äldre över 65 år 12,0 %.
Runt Tacheng är det tätbefolkat, med 369 invånare per kvadratkilometer. Närmaste större samhälle är Xiangtang, 15,5 km sydväst om Tacheng. Trakten runt Tacheng består till största delen av jordbruksmark.
Genomsnittlig årsnederbörd är 2 304 millimeter. Den regnigaste månaden är juni, med i genomsnitt 441 mm nederbörd, och den torraste är oktober, med 23 mm nederbörd.